# Teodósio I. z Braganzy

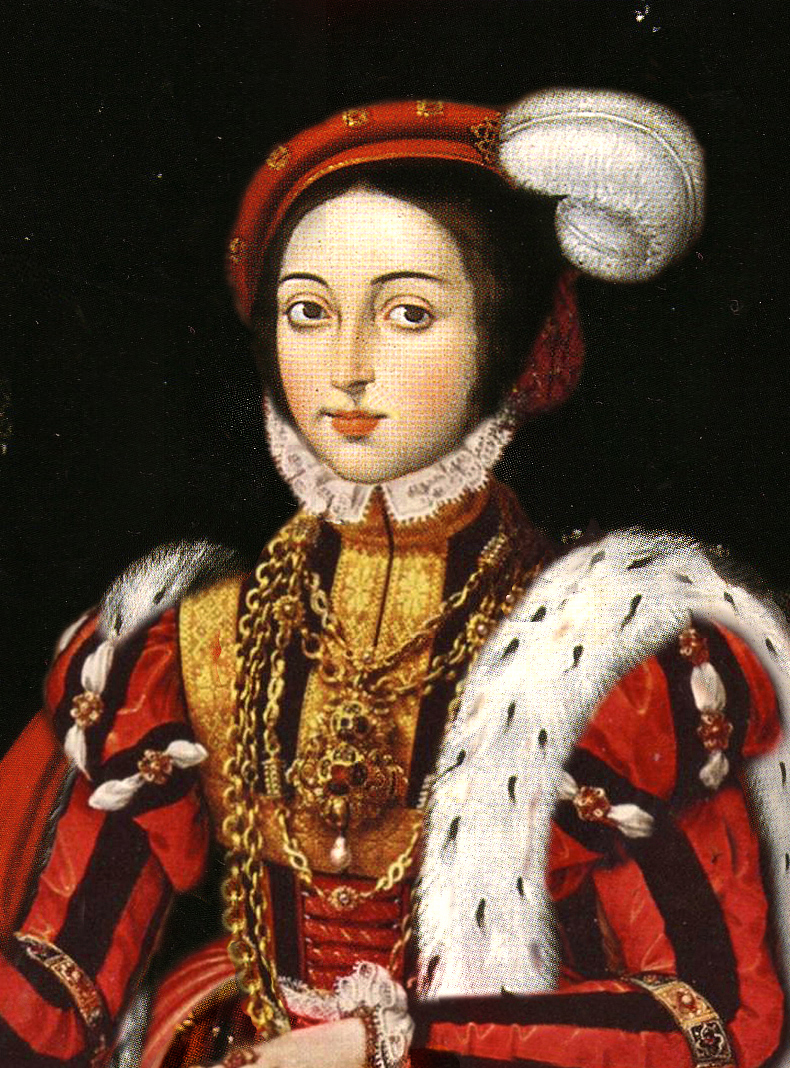
Vévodkyně Beatrix de Lencastre.

Teodósio I. z Braganzy (1510, Alentejo – 22. září 1563, Alentejo) byl mimo jiné 5. vévodou z Braganzy. Je znám postoupením svého titulu vévody z Guimarães infantu Eduardovi, spolu s některým majetkem rodu Braganza.

## Život
Vévoda Teodósio byl vzdělaný a uhlazený muž, typický renesanční princ. Miloval malbu a sochařství.

## Manželství a potomci
V roce 1542 se dvaatřicetiletý Teodósio oženil se svou sestřenicí Isabelou de Lencastre (1513–1558), dcerou svého strýce Dinise. Spolu měli jednoho syna Jana. Isabela v roce 1558 zemřela a vévoda se znovu oženil.
V roce 1559 se Teodósio oženil Beatrix z Lencastre (1542–1623), vnučkou Jiřího de Lencastre. Měli spolu syna Jakuba, který zemřel bezdětný v roce 1578 v bitvě u Alcácer Quibir. Jejich dcera Isabela se provdala za 1. vévodu z Caminhy.
Teodósio zemřel 22. září 1563 asi ve věku 53 let.